# Dubiaranea media
Dubiaranea media är en spindelart som beskrevs av Alfred Frank Millidge 1991. Dubiaranea media ingår i släktet Dubiaranea och familjen täckvävarspindlar.
Artens utbredningsområde är Venezuela. Inga underarter finns listade i Catalogue of Life.